# Lijst van rijksmonumenten in Vaassen
De plaats Vaassen telt 22 inschrijvingen in het rijksmonumentenregister. Hieronder een overzicht.
| Object                                                                  | Oorspronkelijke functie?  | Bouwjaar                                  | Architect   | Locatie                       | Coördinaten?                  | Nr.?   | Afbeelding                        |
| ----------------------------------------------------------------------- | ------------------------- | ----------------------------------------- | ----------- | ----------------------------- | ----------------------------- | ------ | --------------------------------- |
| De Mol                                                                  | Boerderij                 | 1812                                      |             | Ganzenebbeweg 6               | 52° 17' 23" NB, 6° 0' 14" OL  | 15358  | Meer afbeeldingen                 |
| Toren van de Dorpskerk                                                  | Kerk en kerkonderdeel     | ca. 1500                                  |             | Marktplein 7                  | 52° 17' 18" NB, 5° 58' 5" OL  | 15362  | Meer afbeeldingen                 |
| Terrein waarin 7 grafheuvels                                            | Archeologisch monument    | Bronstijd                                 |             |                               | 52° 17' 51" NB, 5° 55' 51" OL | 45345  | Upload foto                       |
| Terrein waarin Celtic fields en 10 grafheuvels                          | Archeologisch monument    | IJzertijd en Bronstijd                    |             |                               | 52° 17' 39" NB, 5° 55' 58" OL | 45346  | Upload foto                       |
| Terrein waarin 3 grafheuvels                                            | Archeologisch monument    | Bronstijd                                 |             |                               | 52° 16' 54" NB, 5° 56' 2" OL  | 45347  | Upload foto                       |
| Sint-Martinuskerk                                                       | Kerk en kerkonderdeel     | 1917                                      | H. Kroes    | Deventerstraat 98             | 52° 17' 26" NB, 5° 58' 48" OL | 522645 | Meer afbeeldingen                 |
| Pastorie                                                                | Kerkelijke dienstwoning   | 1878 met vermoedelijk oudere kern         |             | Deventerstraat 89             | 52° 17' 29" NB, 5° 58' 48" OL | 522646 | Pastorie                          |
| Koetshuis bij pastorie                                                  | Bijgebouwen kastelen enz. | 1884 (bouw) 1934 (uitbreiding)            |             | Deventerstraat 89             | 52° 17' 29" NB, 5° 58' 48" OL | 522647 | Koetshuis bij pastorie            |
| Begraafplaats                                                           | Begraafplaats en -onderdl | ca. 1873                                  |             | Deventerstraat 89             | 52° 17' 29" NB, 5° 58' 48" OL | 522648 | Meer afbeeldingen                 |
| Schoolgebouw                                                            | Onderwijs en wetenschap   | 1929                                      |             | Pastoor Hagenstraat 1         | 52° 17' 26" NB, 5° 58' 48" OL | 522649 | Schoolgebouw                      |
| Theresiahuis                                                            | Klooster, kloosteronderdl | 1929                                      |             | Pastoor Hagenstraat 2         | 52° 17' 26" NB, 5° 58' 48" OL | 522650 | Meer afbeeldingen                 |
| Geelmolen                                                               | Boerderij                 | 1911                                      |             | Elspeterweg 42                | 52° 17' 12" NB, 5° 56' 36" OL | 522652 | Geelmolen                         |
| Geelmolen I en II                                                       | Industrie- en poldermolen | 1912 (bouw) 1980 (onttakeld)              |             | Elspeterweg 42                | 52° 17' 12" NB, 5° 56' 36" OL | 522653 | Geelmolen I en II                 |
| Waterpomp bestaat uit een gemetselde drinkbak met gepleisterde spatrand | Straatmeubilair           | 1911                                      |             | Elspeterweg 42                | 52° 17' 12" NB, 5° 56' 24" OL | 522654 | Upload foto                       |
| Gebouw voor Christelijke Belangen                                       | Vergadering en vereniging | 1935                                      | H. Hendriks | Kosterstraat 20               | 52° 17' 13" NB, 5° 58' 13" OL | 522656 | Gebouw voor Christelijke Belangen |
| Cannenburch: hoofdgebouw                                                | Kasteel, buitenplaats     | 14e (oorsprong) 16e (opnieuw opgetrokken) |             | Maarten van Rossumplein 1     | 52° 17' 32" NB, 5° 57' 55" OL | 520122 | Meer afbeeldingen                 |
| Cannenburch: parkaanleg                                                 | Tuin, park en plantsoen   | 18e eeuw of ouder                         |             | Maarten van Rossumplein bij 1 | 52° 17' 27" NB, 5° 57' 46" OL | 520123 | Meer afbeeldingen                 |
| Cannenburch: bouwhuis Oost                                              | Bijgebouwen kastelen enz. | 1752                                      |             | Maarten van Rossumplein bij 1 | 52° 17' 30" NB, 5° 57' 56" OL | 520124 | Meer afbeeldingen                 |
| Cannenburch: bouwhuis West                                              | Bijgebouwen kastelen enz. | 1742                                      |             | Maarten van Rossumplein bij 1 | 52° 17' 30" NB, 5° 57' 53" OL | 520125 | Meer afbeeldingen                 |
| Cannenburch: brug met balustrade                                        | Tuin, park en plantsoen   | 17e/18e eeuw                              |             | Maarten van Rossumplein bij 1 | 52° 17' 31" NB, 5° 57' 55" OL | 520126 | Meer afbeeldingen                 |
| Cannenburch: vijf hekken                                                | Tuin, park en plantsoen   | midden 18e eeuw                           |             | Maarten van Rossumplein bij 1 | 52° 17' 26" NB, 5° 57' 28" OL | 520127 | Meer afbeeldingen                 |
| Cannenburch: cascade                                                    | Tuin, park en plantsoen   | 18e eeuw                                  |             | Maarten van Rossumplein bij 1 | 52° 17' 30" NB, 5° 57' 30" OL | 529202 | Meer afbeeldingen                 |